# Karol Kučera
Pour les articles homonymes, voir Kucera.
Karol Kučera, né le 4 mars 1974 à Bratislava, est un joueur de tennis slovaque, professionnel de 1992 à 2005. Durant sa carrière, il a remporté six tournois en simple sur le Circuit ATP. Il a atteint son meilleur classement ATP le 14 novembre 1998 lorsqu'il est devenu 6e joueur mondial. Il est surtout adepte des surfaces rapides.

## Biographie
Karol Kučera remporte son cinquième titre le 10 octobre 1999 lors du Davidoff Swiss Indoors Basel de Bâle, battant en finale le Britannique Tim Henman en cinq sets et près de quatre heures de jeu (6-4, 7-6, 4-6, 4-6, 7-6).

## Palmarès

### Titres en simple messieurs
| No | Date       | Nom et lieu du tournoi                             | Catégorie    | Dotation  | Surface         | Finaliste        | Score                      |          |
| -- | ---------- | -------------------------------------------------- | ------------ | --------- | --------------- | ---------------- | -------------------------- | -------- |
| 1  | 12-06-1995 | Continental Grass Court Championships, Bois-le-Duc | World Series | 303 000 $ | Gazon (ext.)    | Anders Järryd    | 7-6, 7-6                   |          |
| 2  | 13-10-1997 | IPB Czech Indoor, Ostrava                          | World Series | 975 000 $ | Moquette (int.) | Magnus Norman    | 6-2, ab.                   |          |
| 3  | 12-01-1998 | Sydney International, Sydney                       | Int' Series  | 315 000 $ | Dur (ext.)      | Tim Henman       | 7-5, 6-4                   | Parcours |
| 4  | 17-08-1998 | Pilot Pen International, New Haven                 | Series Gold  | 745 000 $ | Dur (ext.)      | Goran Ivanišević | 6-4, 5-7, 6-2              |          |
| 5  | 04-10-1999 | Davidoff Swiss Indoors Basel, Bâle                 | Int' Series  | 975 000 $ | Moquette (int.) | Tim Henman       | 6-4, 7-610, 4-6, 4-6, 7-62 | Parcours |
| 6  | 24-02-2003 | Copenhagen Open, Copenhague                        | Int' Series  | 355 000 $ | Dur (int.)      | Olivier Rochus   | 7-64, 6-4                  | Parcours |

### Finales en simple messieurs
| No | Date       | Nom et lieu du tournoi                      | Catégorie           | Dotation  | Surface         | Vainqueur           | Score          |          |
| -- | ---------- | ------------------------------------------- | ------------------- | --------- | --------------- | ------------------- | -------------- | -------- |
| 1  | 22-08-1994 | Croatia Open, Umag                          | World Series        | 375 000 $ | Terre (ext.)    | Alberto Berasategui | 6-2, 6-4       |          |
| 2  | 16-06-1997 | Tournoi de tennis de Nottingham, Nottingham | World Series        | 303 000 $ | Gazon (ext.)    | Greg Rusedski       | 6-4, 7-5       |          |
| 3  | 14-07-1997 | MercedesCup, Stuttgart                      | Championship Series | 915 000 $ | Terre (ext.)    | Àlex Corretja       | 6-2, 7-65      |          |
| 4  | 20-07-1998 | MercedesCup, Stuttgart                      | Series Gold         | 915 000 $ | Terre (ext.)    | Gustavo Kuerten     | 4-6, 6-2, 6-4  | Parcours |
| 5  | 12-10-1998 | CA Tennis Trophy, Vienne                    | Series Gold         | 675 000 $ | Moquette (int.) | Pete Sampras        | 6-3, 7-63, 6-1 |          |
| 6  | 30-12-2002 | Tata Open, Chennai                          | Int' Series         | 355 000 $ | Dur (ext.)      | Paradorn Srichaphan | 6-3, 6-1       | Parcours |

### Finales en double messieurs
| No | Date       | Nom et lieu du tournoi   | Catégorie    | Dotation  | Surface         | Vainqueurs                       | Partenaire     | Score    |  |
| -- | ---------- | ------------------------ | ------------ | --------- | --------------- | -------------------------------- | -------------- | -------- |  |
| 1  | 22-08-1994 | Croatia Open Umag        | World Series | 375 000 $ | Terre (ext.)    | Diego Pérez Francisco Roig       | Paul Wekesa    | 6-2, 6-4 |  |
| 2  | 14-10-1996 | IPB Czech Indoor Ostrava | World Series | 450 000 $ | Moquette (int.) | Cyril Suk Sandon Stolle          | Ján Krošlák    | 7-6, 6-3 |  |
| 3  | 21-07-1997 | Croatia Open Umag        | World Series | 375 000 $ | Terre (ext.)    | Dinu Pescariu Davide Sanguinetti | Dominik Hrbatý | 7-6, 6-4 |  |
| 4  | 03-08-1998 | Grolsch Open Amsterdam   | Int' Series  | 475 000 $ | Terre (ext.)    | Jacco Eltingh Paul Haarhuis      | Dominik Hrbatý | 6-3, 6-2 |  |

### Titre en double mixte
| No | Date       | Nom et lieu du tournoi     | Catégorie                  | Dotation    | Surface    | Partenaire       | Finalistes                 | Score        |          |
| -- | ---------- | -------------------------- | -------------------------- | ----------- | ---------- | ---------------- | -------------------------- | ------------ | -------- |
| 1  | 04-01-1998 | Hyundai Hopman Cup X Perth | compétition par équipe ITF | 900 000 AU$ | Dur (int.) | Karina Habšudová | Mary Pierce Cédric Pioline | 2 matchs à 1 | Parcours |

### Finale en double mixte
| No | Date       | Nom et lieu du tournoi       | Catégorie                  | Dotation      | Surface    | Vainqueurs                    | Partenaire         | Score        |          |
| -- | ---------- | ---------------------------- | -------------------------- | ------------- | ---------- | ----------------------------- | ------------------ | ------------ | -------- |
| 1  | 03-01-2004 | Hyundai Hopman Cup XVI Perth | compétition par équipe ITF | 1 000 000 AU$ | Dur (int.) | Lindsay Davenport James Blake | Daniela Hantuchová | 2 matchs à 1 | Parcours |

## Parcours dans les tournois duGrand Chelem

### En simple
| Année | Open d'Australie | Open d'Australie | Internationaux de France | Internationaux de France | Wimbledon       | Wimbledon     | US Open         | US Open     |
| ----- | ---------------- | ---------------- | ------------------------ | ------------------------ | --------------- | ------------- | --------------- | ----------- |
| 1993  | —                | —                | 1er tour (1/64)          | I. Kafelnikov            | —               | —             | —               | —           |
| 1994  | —                | —                | 2e tour (1/32)           | A. Boetsch               | 1er tour (1/64) | B. Gilbert    | 1er tour (1/64) | M. Petchey  |
| 1995  | 1er tour (1/64)  | J.-P. Fleurian   | 1er tour (1/64)          | A. Voinea                | 2e tour (1/32)  | A. Krickstein | 1er tour (1/64) | C. Arriens  |
| 1996  | 3e tour (1/16)   | M. Ondruska      | 3e tour (1/16)           | J. Courier               | 3e tour (1/16)  | P. Sampras    | 1er tour (1/64) | J. Björkman |
| 1997  | 2e tour (1/32)   | G. Ivanišević    | 1er tour (1/64)          | A. Boetsch               | 1er tour (1/64) | M. Rosset     | 1er tour (1/64) | M. Norman   |
| 1998  | 1/2 finale       | P. Korda         | 1er tour (1/64)          | T. Woodbridge            | 1er tour (1/64) | V. Voltchkov  | 1/4 de finale   | P. Sampras  |
| 1999  | 1/4 de finale    | N. Lapentti      | 1er tour (1/64)          | M. Larsson               | 1/8 de finale   | C. Pioline    | —               | —           |
| 2000  | 1er tour (1/64)  | P. Srichaphan    | 3e tour (1/16)           | F. Squillari             | 2e tour (1/32)  | P. Sampras    | 1er tour (1/64) | M. Mirnyi   |
| 2001  | 1er tour (1/64)  | P. Sampras       | —                        | —                        | —               | —             | —               | —           |
| 2002  | 2e tour (1/32)   | M. Ríos          | 1er tour (1/64)          | G. Cañas                 | —               | —             | 2e tour (1/32)  | T. Haas     |
| 2003  | 2e tour (1/32)   | S. Grosjean      | 1er tour (1/64)          | I. Ljubičić              | 3e tour (1/16)  | D. Nalbandian | 3e tour (1/16)  | J. Björkman |
| 2004  | 2e tour (1/32)   | L. Hewitt        | 2e tour (1/32)           | F. López                 | 2e tour (1/32)  | W. Ferreira   | 2e tour (1/32)  | D. Hrbatý   |
| 2005  | —                | —                | —                        | —                        | 2e tour (1/32)  | D. Nalbandian | 2e tour (1/32)  | D. Ferrer   |

N.B. : à droite du résultat se trouve le nom de l'ultime adversaire.

### En double
| Année | Open d'Australie            | Open d'Australie | Internationaux de France | Internationaux de France | Wimbledon              | Wimbledon           | US Open                    | US Open            |
| ----- | --------------------------- | ---------------- | ------------------------ | ------------------------ | ---------------------- | ------------------- | -------------------------- | ------------------ |
| 2003  | —                           | —                | 1er tour (1/32) K. Beck  | T. Ascione J. Varlet     | 2e tour (1/16) K. Beck | W. Black K. Ullyett | 2e tour (1/16) B. Ulihrach | J. Eagle J. Palmer |
| 2004  | 1er tour (1/32) B. Ulihrach | P. Luxa D. Škoch | 2e tour (1/16) T. Perry  | M. Bhupathi M. Mirnyi    | —                      | —                   | —                          | —                  |

N.B. : le nom du ou de la partenaire se trouve sous le résultat ; le nom des ultimes adversaires se trouve à droite.